# La Revista Blanca
La Revista Blanca fue una publicación anarquista individualista quincenal de sociología, ciencias y artes editada en Madrid por la pareja formada por Juan Montseny Carret (alias Federico Urales) y Teresa Mañé Miravet (alias Soledad Gustavo) de julio del 1898 al año 1905, y en Barcelona del 1 de junio de 1923 a 15 de agosto de 1936. Se inspiraron en el modelo francés La Revue blanche.

## Características
En la primera etapa, a pesar de la significación anarquista de sus fundadores contó con la colaboración de gran número de intelectuales de ideología diversa, como Leopoldo Alas Clarín, Miguel de Unamuno, Manuel Cossío, José Nakens, Francisco Giner de los Ríos, Jaume Brossa o Pedro Corominas. Escribieron también regularmente Anselmo Lorenzo, Ricardo Mella, Fernando Tarrida del Mármol, Leopoldo Bonafulla y Teresa Claramunt. Facilitaba la aproximación de los intelectuales al anarquismo, pero poco al mundo obrero. 
Llegó a tener una tirada de 8000 ejemplares y este éxito le permitió editar conjuntamente el Suplemento de la Revista Blanca de 1899 a 1902, posteriormente renombrado Tierra y Libertad, con un carácter más combativo y menos doctrinal, especialmente dedicado a campañas por la reorganización de la Federación de Trabajadores de la Región Española (1900-1901), la revisión de las actuaciones judiciales por los hechos de Jerez de la Frontera de 1892 o de La Mano Negra de 1882-1883. La revista desapareció tras fuertes críticas contra su protagonismo por parte de líderes importantes como Ricardo Mella, Josep Prat y Leopoldo Bonafulla.
Los dos fundadores volvieron a editar la revista en Barcelona en junio del 1923, donde definían un anarquismo puro y filosófico, crítico hacia el sindicalismo de la CNT y, a partir de 1930, defendió a la FAI pero sin identificarse del todo con ella. Entre los colaboradores más regulares en esta segunda etapa figuraron Federica Montseny, Max Nettlau (con reseñas históricas en el tiempo de la Primera Internacional), Adrià del Valle, Charles Malato (desde París), Diego Abad de Santillán ( desde Berlín), Jean Grave, Rudolf Rocker, Sébastien Faure, Luigi Fabbri o Camillo Berneri. Hacia el final de la dictadura de Miguel Primo de Rivera se incorporó a la redacción Germinal Esgleas, que se encargó sobre todo de los temas sindicales.
A partir de 1924 se publicaron suplementos críticos con los sindicalistas de la CNT, en el cual escribieron, además de Urales, Casimir Pla, Juan Gallego Crespo, Jaume Aragón, Joan Ferrer, Valentí Obach o Felipe Alaiz. Este suplemento fue sustituido en 1931 por El Luchador. 
La Revista Blanca dejó de publicarse en 1936.
Por otro lado, alrededor de la revista surgió una valiosa tarea editorial, con colecciones literarias de gran éxito popular, como La Novela Ideal o La Novela Libre.